# Franciszek Doleżal
Franciszek Tomasz Doleżal (ur. 23 marca 1880 w Warszawie, zm. 29 stycznia 1947 tamże) – polski ekonomista, wiceminister przemysłu i handlu. 

## Życiorys
Za działalność w PPS został zesłany w głąb Rosji w 1906, a później udał się do Francji i Belgii. Uzyskał doktorat z ekonomii w Brukseli. Był profesorem Wyższej Szkoły Handlowej w Warszawie w latach 1916–1918, zastępcą naczelnika wydziału w Ministerstwie Spraw Zagranicznych w latach 1918–1919, członkiem delegacji polskiej na konferencji pokojowej w Paryżu 1919, a po jej zakończeniu pozostał na stanowisku radcy handlowego paryskiej ambasady do 1925. W latach 1925–1936 był wiceministrem przemysłu i handlu w randze podsekretarza stanu, a od 1927 był członkiem Komitetu Ekonomicznego Ligi Narodów, w 1933 pełnił tam funkcję wiceprzewodniczącego, a w 1934 – przewodniczącego. Był działaczem Ligi Morskiej i Kolonialnej.
Pochowany na cmentarzu Powązkowskim w Warszawie (kwatera 67-3-11,12).

## Ordery i odznaczenia
- Krzyż Komandorski z Gwiazdą Orderu Odrodzenia Polski (27 sierpnia 1936)[6]
- Krzyż Komandorski Orderu Odrodzenia Polski (27 grudnia 1924)[7]
- Złoty Krzyż Zasługi (9 listopada 1931)[8]
- Wielka Wstęga Orderu Trzech Gwiazd (Łotwa, 1929)[9]
- Krzyż Komandorski z Gwiazdą Orderu Krzyża Orła (Estonia, 1934)[10]
- Krzyż Komandorski I klasy Orderu Gwiazdy Polarnej (Szwecja)[11]

## Życie prywatne
Mąż poetki, Marii z Grąbczewskich, ojciec tłumaczki Ireny Doleżal-Nowickiej.